# Escut de la Granadella
L'escut oficial de la Granadella té el següent blasonament:
Escut caironat partit: 1r d'argent, un ram de granadella tijat de gules i fullat i fruitat de sinople; 2n de gules, una mola d'argent nadillada de sable. Per timbre una corona de baró.

## Història
Va ser aprovat el 31 de gener de 1983.
La branca de granadella (Parietaria diffusa) és un senyal parlant referent al nom de la localitat. La Granadella fou el centre d'una baronia, i això es reflecteix en la corona dalt l'escut i en les armes parlants dels barons, els Moliner, a la segona partició: una mola d'argent sobre camper de gules.